# Orphninotrichia rugosa
Orphninotrichia rugosa är en nattsländeart som beskrevs av Wells 1999. Orphninotrichia rugosa ingår i släktet Orphninotrichia och familjen smånattsländor. Inga underarter finns listade i Catalogue of Life.